# 동국대학교사범대학부속중학교 축구부
동국대학교사범대학부속중학교 축구부는 서울특별시에 위치한 동국대학교사범대학부속중학교의 축구부이다.

## 같이 보기
- 동국대학교사범대학부속중학교